# Chelonus townsendi
Chelonus townsendi är en stekelart som beskrevs av Henry Lorenz Viereck 1912. Chelonus townsendi ingår i släktet Chelonus och familjen bracksteklar. Inga underarter finns listade i Catalogue of Life.